# 1206
Portal Geschichte | Portal Biografien | Aktuelle Ereignisse | Jahreskalender | Tagesartikel

◄ |
12. Jahrhundert |
13. Jahrhundert
| 14. Jahrhundert | ►

◄ |
1170er |
1180er |
1190er |
1200er
| 1210er | 1220er | 1230er | ►

◄◄ |
◄ |
1202 |
1203 |
1204 |
1205 |
1206
| 1207 | 1208 | 1209 | 1210 | ► | ►►
Staatsoberhäupter  · Nekrolog
| Januar | Januar | Januar | Januar | Januar | Januar | Januar | Januar |
| Kw     | Mo     | Di     | Mi     | Do     | Fr     | Sa     | So     |
| ------ | ------ | ------ | ------ | ------ | ------ | ------ | ------ |
| 52     |        |        |        |        |        |        | 1      |
| 1      | 2      | 3      | 4      | 5      | 6      | 7      | 8      |
| 2      | 9      | 10     | 11     | 12     | 13     | 14     | 15     |
| 3      | 16     | 17     | 18     | 19     | 20     | 21     | 22     |
| 4      | 23     | 24     | 25     | 26     | 27     | 28     | 29     |
| 5      | 30     | 31     |        |        |        |        |        |

| Februar | Februar | Februar | Februar | Februar | Februar | Februar | Februar |
| Kw      | Mo      | Di      | Mi      | Do      | Fr      | Sa      | So      |
| ------- | ------- | ------- | ------- | ------- | ------- | ------- | ------- |
| 5       |         |         | 1       | 2       | 3       | 4       | 5       |
| 6       | 6       | 7       | 8       | 9       | 10      | 11      | 12      |
| 7       | 13      | 14      | 15      | 16      | 17      | 18      | 19      |
| 8       | 20      | 21      | 22      | 23      | 24      | 25      | 26      |
| 9       | 27      | 28      |         |         |         |         |         |

| März | März | März | März | März | März | März | März |
| Kw   | Mo   | Di   | Mi   | Do   | Fr   | Sa   | So   |
| ---- | ---- | ---- | ---- | ---- | ---- | ---- | ---- |
| 9    |      |      | 1    | 2    | 3    | 4    | 5    |
| 10   | 6    | 7    | 8    | 9    | 10   | 11   | 12   |
| 11   | 13   | 14   | 15   | 16   | 17   | 18   | 19   |
| 12   | 20   | 21   | 22   | 23   | 24   | 25   | 26   |
| 13   | 27   | 28   | 29   | 30   | 31   |      |      |

| April | April | April | April | April | April | April | April |
| Kw    | Mo    | Di    | Mi    | Do    | Fr    | Sa    | So    |
| ----- | ----- | ----- | ----- | ----- | ----- | ----- | ----- |
| 13    |       |       |       |       |       | 1     | 2     |
| 14    | 3     | 4     | 5     | 6     | 7     | 8     | 9     |
| 15    | 10    | 11    | 12    | 13    | 14    | 15    | 16    |
| 16    | 17    | 18    | 19    | 20    | 21    | 22    | 23    |
| 17    | 24    | 25    | 26    | 27    | 28    | 29    | 30    |

| Mai | Mai | Mai | Mai | Mai | Mai | Mai | Mai |
| Kw  | Mo  | Di  | Mi  | Do  | Fr  | Sa  | So  |
| --- | --- | --- | --- | --- | --- | --- | --- |
| 18  | 1   | 2   | 3   | 4   | 5   | 6   | 7   |
| 19  | 8   | 9   | 10  | 11  | 12  | 13  | 14  |
| 20  | 15  | 16  | 17  | 18  | 19  | 20  | 21  |
| 21  | 22  | 23  | 24  | 25  | 26  | 27  | 28  |
| 22  | 29  | 30  | 31  |     |     |     |     |

| Juni | Juni | Juni | Juni | Juni | Juni | Juni | Juni |
| Kw   | Mo   | Di   | Mi   | Do   | Fr   | Sa   | So   |
| ---- | ---- | ---- | ---- | ---- | ---- | ---- | ---- |
| 22   |      |      |      | 1    | 2    | 3    | 4    |
| 23   | 5    | 6    | 7    | 8    | 9    | 10   | 11   |
| 24   | 12   | 13   | 14   | 15   | 16   | 17   | 18   |
| 25   | 19   | 20   | 21   | 22   | 23   | 24   | 25   |
| 26   | 26   | 27   | 28   | 29   | 30   |      |      |

| Juli | Juli | Juli | Juli | Juli | Juli | Juli | Juli |
| Kw   | Mo   | Di   | Mi   | Do   | Fr   | Sa   | So   |
| ---- | ---- | ---- | ---- | ---- | ---- | ---- | ---- |
| 26   |      |      |      |      |      | 1    | 2    |
| 27   | 3    | 4    | 5    | 6    | 7    | 8    | 9    |
| 28   | 10   | 11   | 12   | 13   | 14   | 15   | 16   |
| 29   | 17   | 18   | 19   | 20   | 21   | 22   | 23   |
| 30   | 24   | 25   | 26   | 27   | 28   | 29   | 30   |
| 31   | 31   |      |      |      |      |      |      |

| August | August | August | August | August | August | August | August |
| Kw     | Mo     | Di     | Mi     | Do     | Fr     | Sa     | So     |
| ------ | ------ | ------ | ------ | ------ | ------ | ------ | ------ |
| 31     |        | 1      | 2      | 3      | 4      | 5      | 6      |
| 32     | 7      | 8      | 9      | 10     | 11     | 12     | 13     |
| 33     | 14     | 15     | 16     | 17     | 18     | 19     | 20     |
| 34     | 21     | 22     | 23     | 24     | 25     | 26     | 27     |
| 35     | 28     | 29     | 30     | 31     |        |        |        |

| September | September | September | September | September | September | September | September |
| Kw        | Mo        | Di        | Mi        | Do        | Fr        | Sa        | So        |
| --------- | --------- | --------- | --------- | --------- | --------- | --------- | --------- |
| 35        |           |           |           |           | 1         | 2         | 3         |
| 36        | 4         | 5         | 6         | 7         | 8         | 9         | 10        |
| 37        | 11        | 12        | 13        | 14        | 15        | 16        | 17        |
| 38        | 18        | 19        | 20        | 21        | 22        | 23        | 24        |
| 39        | 25        | 26        | 27        | 28        | 29        | 30        |           |

| Oktober | Oktober | Oktober | Oktober | Oktober | Oktober | Oktober | Oktober |
| Kw      | Mo      | Di      | Mi      | Do      | Fr      | Sa      | So      |
| ------- | ------- | ------- | ------- | ------- | ------- | ------- | ------- |
| 39      |         |         |         |         |         |         | 1       |
| 40      | 2       | 3       | 4       | 5       | 6       | 7       | 8       |
| 41      | 9       | 10      | 11      | 12      | 13      | 14      | 15      |
| 42      | 16      | 17      | 18      | 19      | 20      | 21      | 22      |
| 43      | 23      | 24      | 25      | 26      | 27      | 28      | 29      |
| 44      | 30      | 31      |         |         |         |         |         |

| November | November | November | November | November | November | November | November |
| Kw       | Mo       | Di       | Mi       | Do       | Fr       | Sa       | So       |
| -------- | -------- | -------- | -------- | -------- | -------- | -------- | -------- |
| 44       |          |          | 1        | 2        | 3        | 4        | 5        |
| 45       | 6        | 7        | 8        | 9        | 10       | 11       | 12       |
| 46       | 13       | 14       | 15       | 16       | 17       | 18       | 19       |
| 47       | 20       | 21       | 22       | 23       | 24       | 25       | 26       |
| 48       | 27       | 28       | 29       | 30       |          |          |          |

| Dezember | Dezember | Dezember | Dezember | Dezember | Dezember | Dezember | Dezember |
| Kw       | Mo       | Di       | Mi       | Do       | Fr       | Sa       | So       |
| -------- | -------- | -------- | -------- | -------- | -------- | -------- | -------- |
| 48       |          |          |          |          | 1        | 2        | 3        |
| 49       | 4        | 5        | 6        | 7        | 8        | 9        | 10       |
| 50       | 11       | 12       | 13       | 14       | 15       | 16       | 17       |
| 51       | 18       | 19       | 20       | 21       | 22       | 23       | 24       |
| 52       | 25       | 26       | 27       | 28       | 29       | 30       | 31       |

| Januar | Januar | Januar | Januar | Januar | Januar | Januar | Januar |
| Kw     | Mo     | Di     | Mi     | Do     | Fr     | Sa     | So     |
| ------ | ------ | ------ | ------ | ------ | ------ | ------ | ------ |
| 52     |        |        |        |        |        |        | 1      |
| 1      | 2      | 3      | 4      | 5      | 6      | 7      | 8      |
| 2      | 9      | 10     | 11     | 12     | 13     | 14     | 15     |
| 3      | 16     | 17     | 18     | 19     | 20     | 21     | 22     |
| 4      | 23     | 24     | 25     | 26     | 27     | 28     | 29     |
| 5      | 30     | 31     |        |        |        |        |        |

| Februar | Februar | Februar | Februar | Februar | Februar | Februar | Februar |
| Kw      | Mo      | Di      | Mi      | Do      | Fr      | Sa      | So      |
| ------- | ------- | ------- | ------- | ------- | ------- | ------- | ------- |
| 5       |         |         | 1       | 2       | 3       | 4       | 5       |
| 6       | 6       | 7       | 8       | 9       | 10      | 11      | 12      |
| 7       | 13      | 14      | 15      | 16      | 17      | 18      | 19      |
| 8       | 20      | 21      | 22      | 23      | 24      | 25      | 26      |
| 9       | 27      | 28      |         |         |         |         |         |

| März | März | März | März | März | März | März | März |
| Kw   | Mo   | Di   | Mi   | Do   | Fr   | Sa   | So   |
| ---- | ---- | ---- | ---- | ---- | ---- | ---- | ---- |
| 9    |      |      | 1    | 2    | 3    | 4    | 5    |
| 10   | 6    | 7    | 8    | 9    | 10   | 11   | 12   |
| 11   | 13   | 14   | 15   | 16   | 17   | 18   | 19   |
| 12   | 20   | 21   | 22   | 23   | 24   | 25   | 26   |
| 13   | 27   | 28   | 29   | 30   | 31   |      |      |

| April | April | April | April | April | April | April | April |
| Kw    | Mo    | Di    | Mi    | Do    | Fr    | Sa    | So    |
| ----- | ----- | ----- | ----- | ----- | ----- | ----- | ----- |
| 13    |       |       |       |       |       | 1     | 2     |
| 14    | 3     | 4     | 5     | 6     | 7     | 8     | 9     |
| 15    | 10    | 11    | 12    | 13    | 14    | 15    | 16    |
| 16    | 17    | 18    | 19    | 20    | 21    | 22    | 23    |
| 17    | 24    | 25    | 26    | 27    | 28    | 29    | 30    |

| Mai | Mai | Mai | Mai | Mai | Mai | Mai | Mai |
| Kw  | Mo  | Di  | Mi  | Do  | Fr  | Sa  | So  |
| --- | --- | --- | --- | --- | --- | --- | --- |
| 18  | 1   | 2   | 3   | 4   | 5   | 6   | 7   |
| 19  | 8   | 9   | 10  | 11  | 12  | 13  | 14  |
| 20  | 15  | 16  | 17  | 18  | 19  | 20  | 21  |
| 21  | 22  | 23  | 24  | 25  | 26  | 27  | 28  |
| 22  | 29  | 30  | 31  |     |     |     |     |

| Juni | Juni | Juni | Juni | Juni | Juni | Juni | Juni |
| Kw   | Mo   | Di   | Mi   | Do   | Fr   | Sa   | So   |
| ---- | ---- | ---- | ---- | ---- | ---- | ---- | ---- |
| 22   |      |      |      | 1    | 2    | 3    | 4    |
| 23   | 5    | 6    | 7    | 8    | 9    | 10   | 11   |
| 24   | 12   | 13   | 14   | 15   | 16   | 17   | 18   |
| 25   | 19   | 20   | 21   | 22   | 23   | 24   | 25   |
| 26   | 26   | 27   | 28   | 29   | 30   |      |      |

| Juli | Juli | Juli | Juli | Juli | Juli | Juli | Juli |
| Kw   | Mo   | Di   | Mi   | Do   | Fr   | Sa   | So   |
| ---- | ---- | ---- | ---- | ---- | ---- | ---- | ---- |
| 26   |      |      |      |      |      | 1    | 2    |
| 27   | 3    | 4    | 5    | 6    | 7    | 8    | 9    |
| 28   | 10   | 11   | 12   | 13   | 14   | 15   | 16   |
| 29   | 17   | 18   | 19   | 20   | 21   | 22   | 23   |
| 30   | 24   | 25   | 26   | 27   | 28   | 29   | 30   |
| 31   | 31   |      |      |      |      |      |      |

| August | August | August | August | August | August | August | August |
| Kw     | Mo     | Di     | Mi     | Do     | Fr     | Sa     | So     |
| ------ | ------ | ------ | ------ | ------ | ------ | ------ | ------ |
| 31     |        | 1      | 2      | 3      | 4      | 5      | 6      |
| 32     | 7      | 8      | 9      | 10     | 11     | 12     | 13     |
| 33     | 14     | 15     | 16     | 17     | 18     | 19     | 20     |
| 34     | 21     | 22     | 23     | 24     | 25     | 26     | 27     |
| 35     | 28     | 29     | 30     | 31     |        |        |        |

| September | September | September | September | September | September | September | September |
| Kw        | Mo        | Di        | Mi        | Do        | Fr        | Sa        | So        |
| --------- | --------- | --------- | --------- | --------- | --------- | --------- | --------- |
| 35        |           |           |           |           | 1         | 2         | 3         |
| 36        | 4         | 5         | 6         | 7         | 8         | 9         | 10        |
| 37        | 11        | 12        | 13        | 14        | 15        | 16        | 17        |
| 38        | 18        | 19        | 20        | 21        | 22        | 23        | 24        |
| 39        | 25        | 26        | 27        | 28        | 29        | 30        |           |

| Oktober | Oktober | Oktober | Oktober | Oktober | Oktober | Oktober | Oktober |
| Kw      | Mo      | Di      | Mi      | Do      | Fr      | Sa      | So      |
| ------- | ------- | ------- | ------- | ------- | ------- | ------- | ------- |
| 39      |         |         |         |         |         |         | 1       |
| 40      | 2       | 3       | 4       | 5       | 6       | 7       | 8       |
| 41      | 9       | 10      | 11      | 12      | 13      | 14      | 15      |
| 42      | 16      | 17      | 18      | 19      | 20      | 21      | 22      |
| 43      | 23      | 24      | 25      | 26      | 27      | 28      | 29      |
| 44      | 30      | 31      |         |         |         |         |         |

| November | November | November | November | November | November | November | November |
| Kw       | Mo       | Di       | Mi       | Do       | Fr       | Sa       | So       |
| -------- | -------- | -------- | -------- | -------- | -------- | -------- | -------- |
| 44       |          |          | 1        | 2        | 3        | 4        | 5        |
| 45       | 6        | 7        | 8        | 9        | 10       | 11       | 12       |
| 46       | 13       | 14       | 15       | 16       | 17       | 18       | 19       |
| 47       | 20       | 21       | 22       | 23       | 24       | 25       | 26       |
| 48       | 27       | 28       | 29       | 30       |          |          |          |

| Dezember | Dezember | Dezember | Dezember | Dezember | Dezember | Dezember | Dezember |
| Kw       | Mo       | Di       | Mi       | Do       | Fr       | Sa       | So       |
| -------- | -------- | -------- | -------- | -------- | -------- | -------- | -------- |
| 48       |          |          |          |          | 1        | 2        | 3        |
| 49       | 4        | 5        | 6        | 7        | 8        | 9        | 10       |
| 50       | 11       | 12       | 13       | 14       | 15       | 16       | 17       |
| 51       | 18       | 19       | 20       | 21       | 22       | 23       | 24       |
| 52       | 25       | 26       | 27       | 28       | 29       | 30       | 31       |

## Ereignisse

### Politik und Weltgeschehen

#### Heiliges Römisches Reich

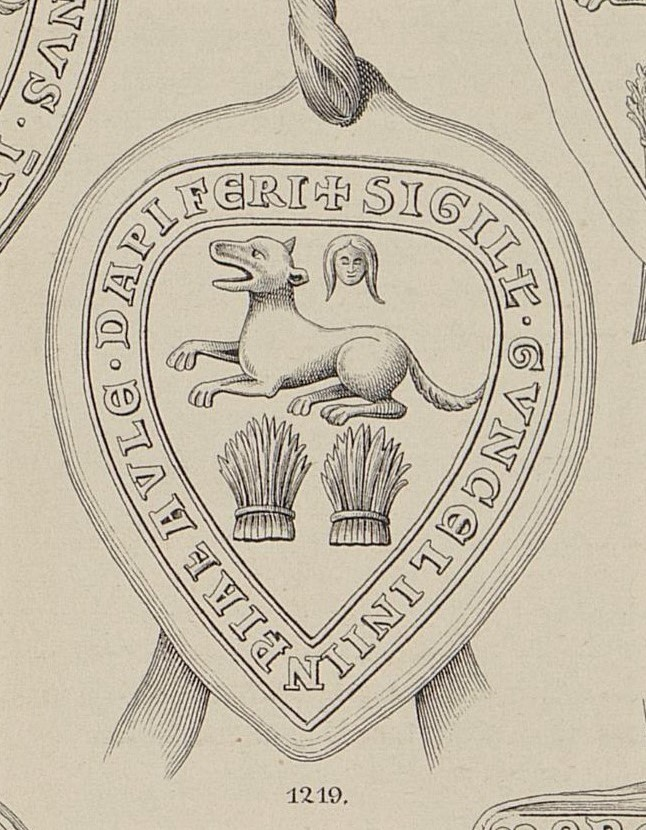
Siegel des Gunzelin von Wolfenbüttel

- 9. Juni: Gunzelin von Wolfenbüttel erobert für Otto von Braunschweig die Stadt Goslar. Dennoch befindet sich Otto im Deutschen Thronstreit weiter in der Defensive.
- 27. Juli: In der Kaiserschlacht bei Wassenberg siegt im Kampf um die römisch-deutsche Kaiserkrone der Staufer Philipp von Schwaben über den Welfen Otto von Braunschweig. Wassenberg wird von Philipps Truppen geplündert und verwüstet, der Kölner Erzbischof Bruno IV. von Sayn gerät in Gefangenschaft. Nach der Schlacht kommt es zum ersten Treffen der beiden Könige. Die Verhandlungen scheitern jedoch, woraufhin Otto sich nach Braunschweig zurückzieht.

#### Vierter Kreuzzug

Balkan und Naher Osten zwischen 1204 und 1214

- 20. August: Auf die Nachricht vom Tod seines Bruders Balduin I. in bulgarischer Gefangenschaft wird sein Bruder Heinrich von Hennegau in der Hagia Sophia in Konstantinopel zum zweiten Kaiser des lateinischen Reichs von Konstantinopel gekrönt. Darauf beginnt er gegen den bulgarischen Zaren Kalojan vorzugehen, der gerade Didymotika zerstört hat, und schlägt ihn in einer Feldschlacht. Dabei werden die Lateiner erstmals auch von den lokalen Griechen unterstützt, welche unter dem vorangegangenen zerstörerischen Vorgehen der Bulgaren zu leiden hatten. Mit ihrer Unterstützung gelingt es Heinrich, schrittweise wieder die Kontrolle über Thrakien zu gewinnen.
- Am 1. November kann er schließlich auch in Adrianopel einziehen. Das Kommando in der Stadt vertraut er dem Griechen Theodoros Branas an. Daraufhin zieht Heinrich seinerseits plündernd durch Thrakien und zerstört Städte und Festungen, unter anderem Aquae Calidae.
- Theodor I., byzantinischer Kaiser im Exil in Nikaia, lässt sich zum Kaiser von Nikaia krönen. Johannes X. Kamateros lehnt es ab, Theodor zu krönen und erklärt seinen Verzicht auf das Amt des Patriarchen von Konstantinopel.
- Die Belagerung von Trapezunt endet ohne Erfolg für die angreifenden Rum-Seldschuken unter Sultan Kai Chosrau. Als der Sultan von der langen, fruchtlosen Belagerung zermürbt ist, gelangt ein Angebot des Lateinischen Kaiserreichs zu ihm, dass ihm ein gemeinsames Bündnis gegen das Kaiserreich Nikaia anbietet. Kai Chosrau wendet sich daraufhin gegen Attaleia.

#### Französisch-Englischer Krieg
- Johann Ohneland bereitet im April eine weitere Expedition gegen den französischen König Philipp II. nach Südwestfrankreich vor, um die Verteidigung seiner dortigen verbliebenen Besitzungen zu organisieren. Am 7. Juni erreicht er La Rochelle.
- Am 26. Oktober schließen die beiden Könige einen Waffenstillstand, in dem Philipp II. die Rückeroberung weiter Teile des Poitou anerkennt.

#### Süd- und Zentralasien
Der kinderlose Muhammad von Ghur erklärt seinen aus Turkistan stammenden Sklaven Qutb-ud-Din Aibak zu seinem Stellvertreter im Reich der Ghuriden. Kurze Zeit darauf wird er am 15. März ermordet. Qutb-ud-Din Aibak übernimmt die Herrschaft in Lahore und begründet die sogenannte Sklavendynastie. Wenig später verlegt er seine Hauptstadt nach Delhi und gründet das Sultanat von Delhi. Ein Teil des zerfallenden Ghuridenreichs gerät unter die Herrschaft des mächtigen Choresm-Schahs Ala ad-Din Muhammad.

#### Mongolenreich

Die Eroberungen Dschingis Khans ab 1206

Dschingis Khan wird auf einem Kurultai an der Quelle des Onon von den anwesenden Stammesfürsten und Schamanen zum Großkhan aller Mongolen ernannt und beginnt die Eroberung Asiens. Sein Sohn Ögedei erhält den Auftrag zum Niederschreiben eines Gesetzbuches, der Jassa.

#### Urkundliche Ersterwähnungen

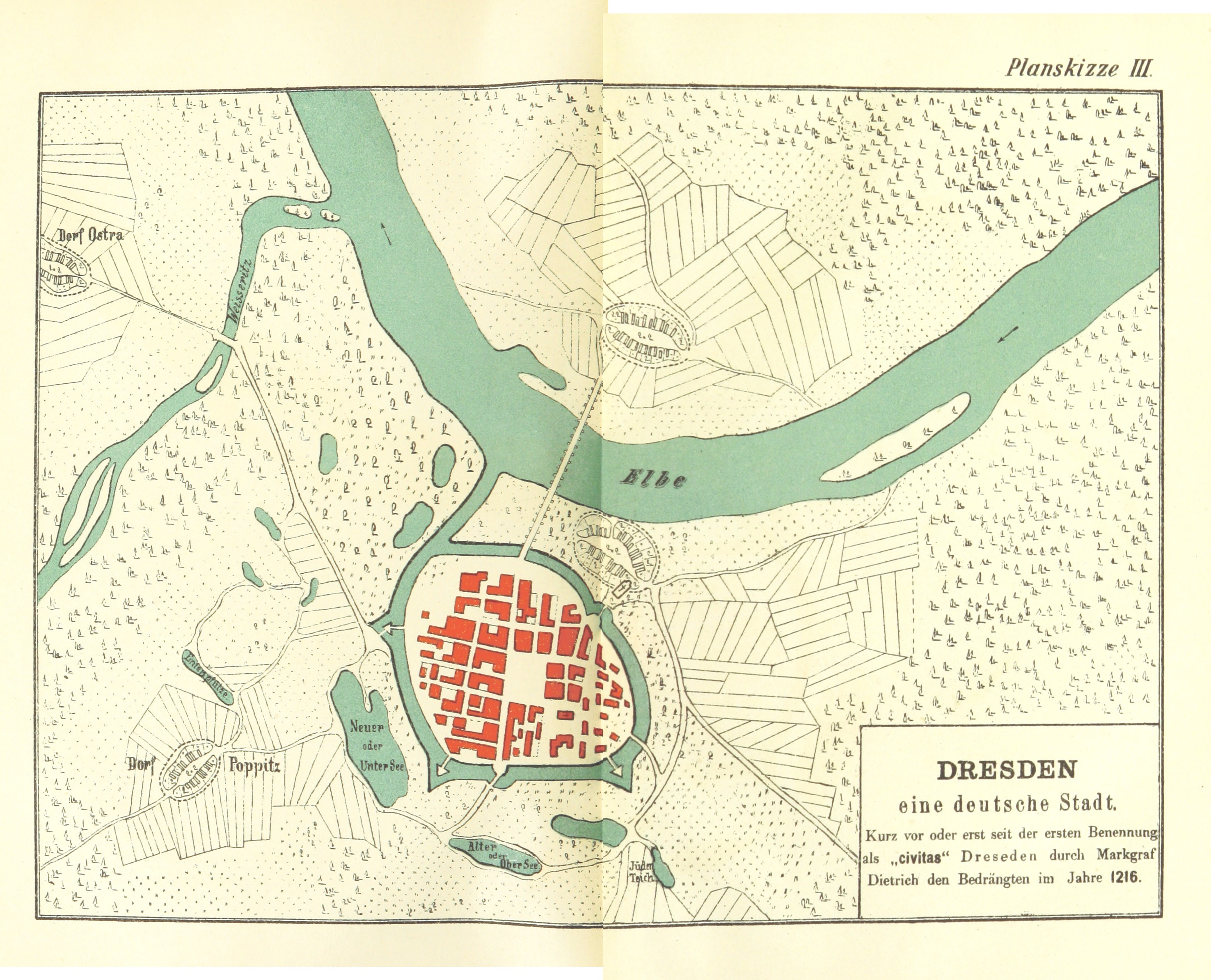
Dresden um 1216

Dresden wird erstmals in einer erhaltenen Urkunde erwähnt. Das in Dresden ausgestellte Schriftstück befasst sich mit einer Gerichtsverhandlung wegen Schleifung der Burg Thorun auf dem Burgwartsberg.

### Kultur
- um 1206/1207: Das Fürstenlob entsteht, das in der Sammlung Sängerkrieg auf der Wartburg Eingang findet.

### Religion

#### Buddhismus
Das Yasang-Kloster, das Gründungskloster der von Kelden Yeshe Sengge gegründeten Yasang-Kagyü-Schule des tibetischen Buddhismus, wird gegründet.

#### Christentum
Heinrich II. folgt dem am 5. März verstorbenen Thietmar als Bischof von Minden.

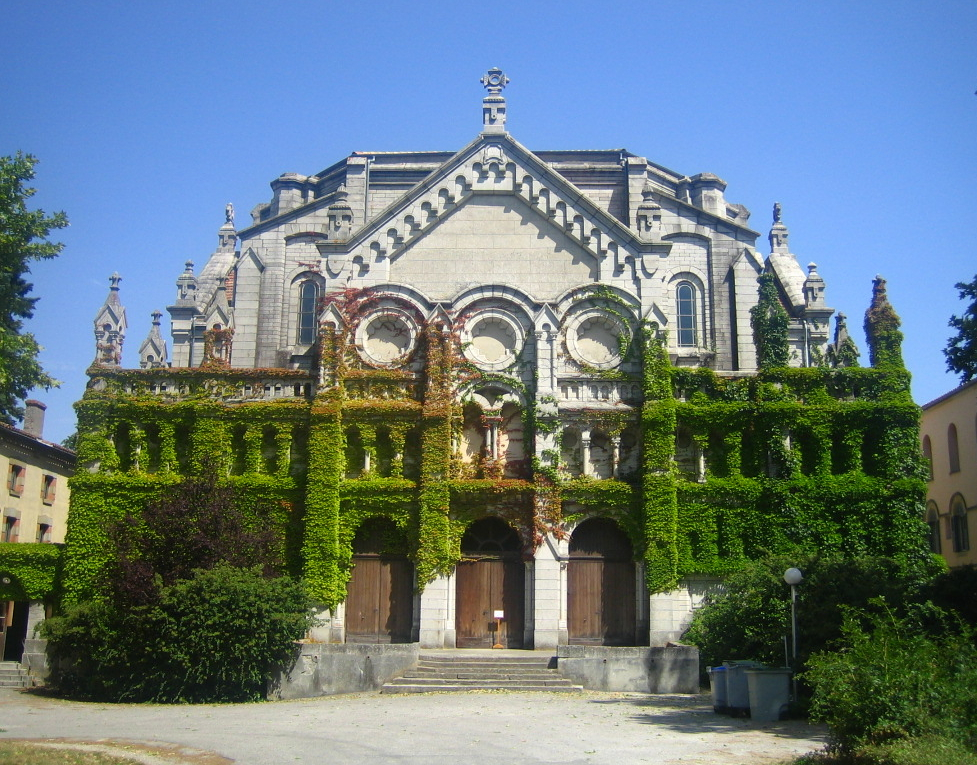
Klosterkirche von Prouille

In Toulouse entwickelt sich eine Genossenschaft von Priestern, die, von Dominikus angeregt, in völliger Armut leben und sich der Bekehrung der Albigenser widmen. Dominikus und Diego de Acebo gründen das Kloster Prouille und bauen es zu einer „geistigen Festung gegen das Katharertum“ aus.
Das Kloster Mariensee und das Kloster San Tommaso dei Borgognoni werden gegründet.

## Geboren

### Geburtsdatum gesichert
- 7. April: Otto II., Herzog von Bayern und Pfalzgraf bei Rhein († 1253)

### Genaues Geburtsdatum unbekannt
- November: Béla IV., König von Ungarn, Kroatien, Dalmatien und Rama, Herzog der Steiermark († 1270)
- Godan Khan, mongolischer Khan und Militär († 1251)
- Güyük Khan, Großkhan der Mongolen († 1248)
- Il-yeon, koreanischer Mönch, Gelehrter und Schriftsteller († 1289)
- Ita von Entringen, deutsche Adlige († 1273)
- Bonajunkta Manetti (Johannes), italienischer Heiliger, Ordensgründer († 1267)
- Maria Laskaris von Nicäa, Königin von Ungarn († 1270)
- John of Scotland, Earl of Huntingdon, anglo-schottischer Magnat († 1237)

### Geboren um 1206
- Margaret de Lacy, Countess of Lincoln, englische Adelige († 1266)
- John fitz Geoffrey, englischer Adeliger und Justiciar of Ireland († 1258)

## Gestorben

### Todesdatum gesichert
- 13. Februar: Hermann, Dompropst im Bistum Münster
- 5. März: Thietmar, Bischof von Minden
- 15. März: Muhammad von Ghur, Herrscher über das zentralafghanische Ghuridenreich (* 1149)
- 1. April: Simon II., Herzog von Lothringen (* 1140)
- 5. April: Ottaviano di Paoli, italienischer Kardinal
- 12. April: Diethelm von Krenkingen, Abt von Rheinau und von Reichenau, Bischof von Konstanz
- 16. April: Fujiwara no Yoshitsune, japanischer Politiker, Dichter und Kalligraf (* 1169)
- 10. Mai: William de Blois, anglonormannischer Geistlicher und Bischof von Lincoln
- 28. Mai: Ubaldesca Taccini, italienische Nonne und Heilige (* 1136)
- 4. Juni: Adela von Champagne, Königin von Frankreich (* um 1145)
- 12. Juli: Chōgen, japanischer Mönch (* 1121)
- 28. September: Ulrich I. von Wettin, deutscher Adliger (* um 1170)
- 6. Oktober: Arthold von Belley, Bischof von Belley und Kartäuser (* 1101)
- 26. Oktober: Henry Marshal, englischer Prälat und Bischof von Exeter
- 26. November: Helmbert, Bischof von Havelberg
- 6. Dezember: Guigues II. d’Albon, Graf von Forez und Lyonnais

### Genaues Todesdatum unbekannt
- April/Mai: Johannes X. Kamateros, Patriarch von Konstantinopel
- November: Roger de Vautort, englischer Adeliger (* zwischen 1164 und 1166)
- Amalrich von Bena, französischer Gelehrter (* um 1140/1150)
- Dietrich von Termonde, flandrischer Kreuzritter, Herr von Adelon im Königreich Jerusalem, sowie Konstabler des Lateinischen Kaiserreichs von Konstantinopel
- Heinrich von Bork, Domdechant und Domherr in Münster
- Plebanus von Pisa, pisanischer Kaufmann und Herr von Batrun in der Grafschaft Tripolis
- Siegfried III., Graf von Weimar-Orlamünde (* um 1155)
- Thomas Darcy, anglonormannischer Adeliger (* um 1166)
- Torgrim von Ljones, norwegischer Heerführer der Birkebeiner im Bürgerkrieg
- Olov Lambatunga, Erzbischof von Uppsala

### Gestorben um 1206
- Ulrich I. von Rechberg, schwäbischer Adliger, Marschall Philipps von Schwaben (* 1140)